# كولن غريفين
كولن غريفين (بالإنجليزية: Colin Griffin)‏ هو منافس ألعاب قوى أيرلندي، ولد في 3 أغسطس 1982 في Ballinamore ‏ في جمهورية أيرلندا.

## وصلات خارجية
- كولن غريفين على موقع الاتحاد الدولي لألعاب القوى (الإنجليزية)
- كولن غريفين على موقع اللجنة الأولمبية الدولية (الإنجليزية)
- كولن غريفين على موقع أوليمبيديا (الإنجليزية)